# La Chaulme
La Chaulme est une commune française, située dans le département du Puy-de-Dôme en région Auvergne-Rhône-Alpes.

## Géographie

### Localisation
Le village de La Chaulme se situe à 1 150 mètres d'altitude. C'est la dernière commune du Puy-de-Dôme avant le département de la Loire[pas clair]. La Chaulme est à 10 minutes de Saint-Anthème, 30 minutes d'Ambert, trois quarts d'heure de Saint-Étienne et 30 minutes de Montbrison[pas clair].

#### Lieux-dits et écarts
Ferreol, le Chassaing, le Fauvet, la Mariche, Montaux, Montchouvet, Maziaux, Pélardy, le Creux de l'Oulette, l'Olme, la Besseyre, les Sereines, le Grand Rey et le Petit Rey, Chenereilles.

#### Communes limitrophes
Six communes sont limitrophes de La Chaulme :
| Saint-Romain, Saint-Clément-de-Valorgue |            | Saint-Jean-Soleymieux           |
|                                         | La Chaulme | La Chapelle-en-Lafaye           |
| Saillant                                |            | La Chapelle-en-Lafaye (enclave) |

À 800 mètres du centre du bourg on peut découvrir la magnifique cascade[non neutre], la cascade du Creux de l'Oulette, pourquoi s'appelle-t-elle ainsi ? Ce nom vient de la légende.[pertinence contestée]

### Climat
Pour des articles plus généraux, voir Climat d'Auvergne-Rhône-Alpes et Climat du Puy-de-Dôme.
En 2010, le climat de la commune est de type climat des marges montargnardes, selon une étude du Centre national de la recherche scientifique s'appuyant sur une série de données couvrant la période 1971-2000. En 2020, Météo-France publie une typologie des climats de la France métropolitaine dans laquelle la commune est exposée à un climat de montagne ou de marges de montagne et est dans la région climatique  Nord-est du Massif Central, caractérisée par une pluviométrie annuelle de 800 à 1 200 mm, bien répartie dans l’année. 
Pour la période 1971-2000, la température annuelle moyenne est de 7,3 °C, avec une amplitude thermique annuelle de 15,3 °C. Le cumul annuel moyen de précipitations est de 967 mm, avec 9,7 jours de précipitations en janvier et 7,6 jours en juillet. Pour la période 1991-2020, la température moyenne annuelle observée sur la station météorologique de Météo-France la plus proche, « Saint-Anthème », sur la commune de Saint-Anthème à 7 km à vol d'oiseau, est de 6,9 °C et le cumul annuel moyen de précipitations est de 1 346,5 mm,. Pour l'avenir, les paramètres climatiques de la commune estimés pour 2050 selon différents scénarios d'émission de gaz à effet de serre sont consultables sur un site dédié publié par Météo-France en novembre 2022.

## Urbanisme

### Typologie
Au 1er janvier 2024, La Chaulme est catégorisée commune rurale à habitat très dispersé, selon la nouvelle grille communale de densité à sept niveaux définie par l'Insee en 2022.
Elle est située hors unité urbaine et hors attraction des villes,.

### Occupation des sols
L'occupation des sols de la commune, telle qu'elle ressort de la base de données européenne d’occupation biophysique des sols Corine Land Cover (CLC), est marquée par l'importance des forêts et milieux semi-naturels (71,8 % en 2018), une proportion sensiblement équivalente à celle de 1990 (72,2 %). La répartition détaillée en 2018 est la suivante : 
forêts (68 %), prairies (23,3 %), zones agricoles hétérogènes (5 %), milieux à végétation arbustive et/ou herbacée (3,8 %). L'évolution de l’occupation des sols de la commune et de ses infrastructures peut être observée sur les différentes représentations cartographiques du territoire : la carte de Cassini (XVIIIe siècle), la carte d'état-major (1820-1866) et les cartes ou photos aériennes de l'IGN pour la période actuelle (1950 à aujourd'hui).

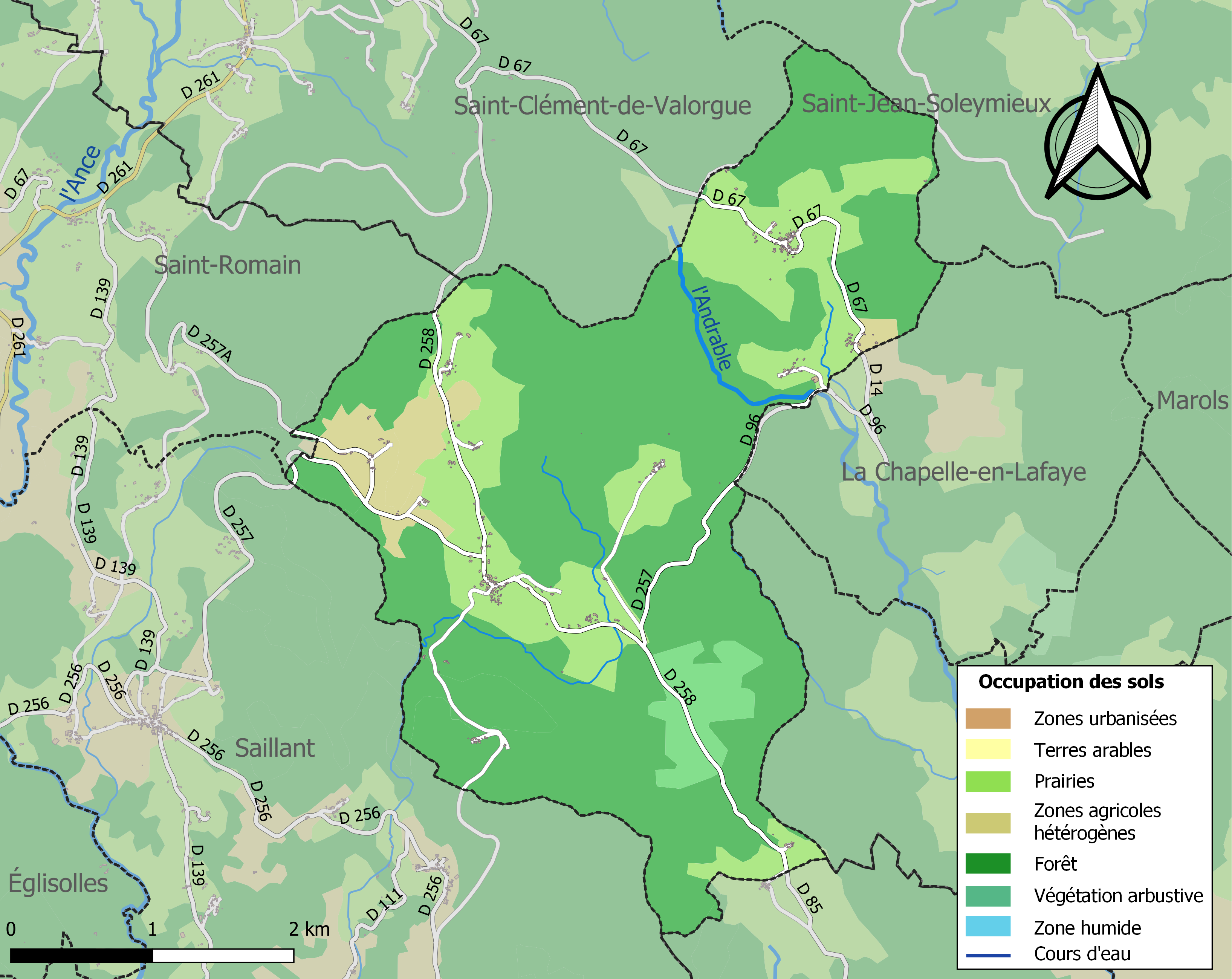
Carte des infrastructures et de l'occupation des sols de la commune en 2018 (CLC).

## Politique et administration
| Période                                  | Période                   | Identité    | Étiquette | Qualité                                           |
| ---------------------------------------- | ------------------------- | ----------- | --------- | ------------------------------------------------- |
| Les données manquantes sont à compléter. |                           |             |           |                                                   |
| mars 2001                                | En cours (au 9 août 2020) | Alain Faure | DVG       | Retraité Conseiller général[précision nécessaire] |

## Population et société

### Démographie
L'évolution du nombre d'habitants est connue à travers les recensements de la population effectués dans la commune depuis 1793. Pour les communes de moins de 10 000 habitants, une enquête de recensement portant sur toute la population est réalisée tous les cinq ans, les populations de référence des années intermédiaires étant quant à elles estimées par interpolation ou extrapolation. Pour la commune, le premier recensement exhaustif entrant dans le cadre du nouveau dispositif a été réalisé en 2008.

En 2022, la commune comptait 116 habitants, en évolution de −0,85 % par rapport à 2016 (Puy-de-Dôme : +2,1 %, France hors Mayotte : +2,11 %).
| 1793 | 1800 | 1806 | 1821 | 1831 | 1836 | 1841 | 1846 | 1851 |
| ---- | ---- | ---- | ---- | ---- | ---- | ---- | ---- | ---- |
| 581  | 594  | 696  | 782  | 777  | 790  | 850  | 866  | 831  |

| 1856 | 1861 | 1866 | 1872 | 1876 | 1881 | 1886 | 1891 | 1896 |
| ---- | ---- | ---- | ---- | ---- | ---- | ---- | ---- | ---- |
| 788  | 768  | 763  | 755  | 735  | 756  | 744  | 715  | 641  |

| 1901 | 1906 | 1911 | 1921 | 1926 | 1931 | 1936 | 1946 | 1954 |
| ---- | ---- | ---- | ---- | ---- | ---- | ---- | ---- | ---- |
| 626  | 616  | 606  | 502  | 515  | 509  | 504  | 402  | 354  |

| 1962 | 1968 | 1975 | 1982 | 1990 | 1999 | 2006 | 2008 | 2013 |
| ---- | ---- | ---- | ---- | ---- | ---- | ---- | ---- | ---- |
| 310  | 279  | 194  | 150  | 121  | 131  | 132  | 132  | 124  |

| 2018 | 2022 | - | - | - | - | - | - | - |
| ---- | ---- | - | - | - | - | - | - | - |
| 113  | 116  | - | - | - | - | - | - | - |

## Culture locale et patrimoine

### Patrimoine naturel
- La commune de la Chaulme est adhérente du parc naturel régional Livradois-Forez.

## Archives
- Registres paroissiaux et d'état civil depuis : 1665[19]
- Délibérations municipales depuis :